# Lancelot (conde de Turpin de Crisse)

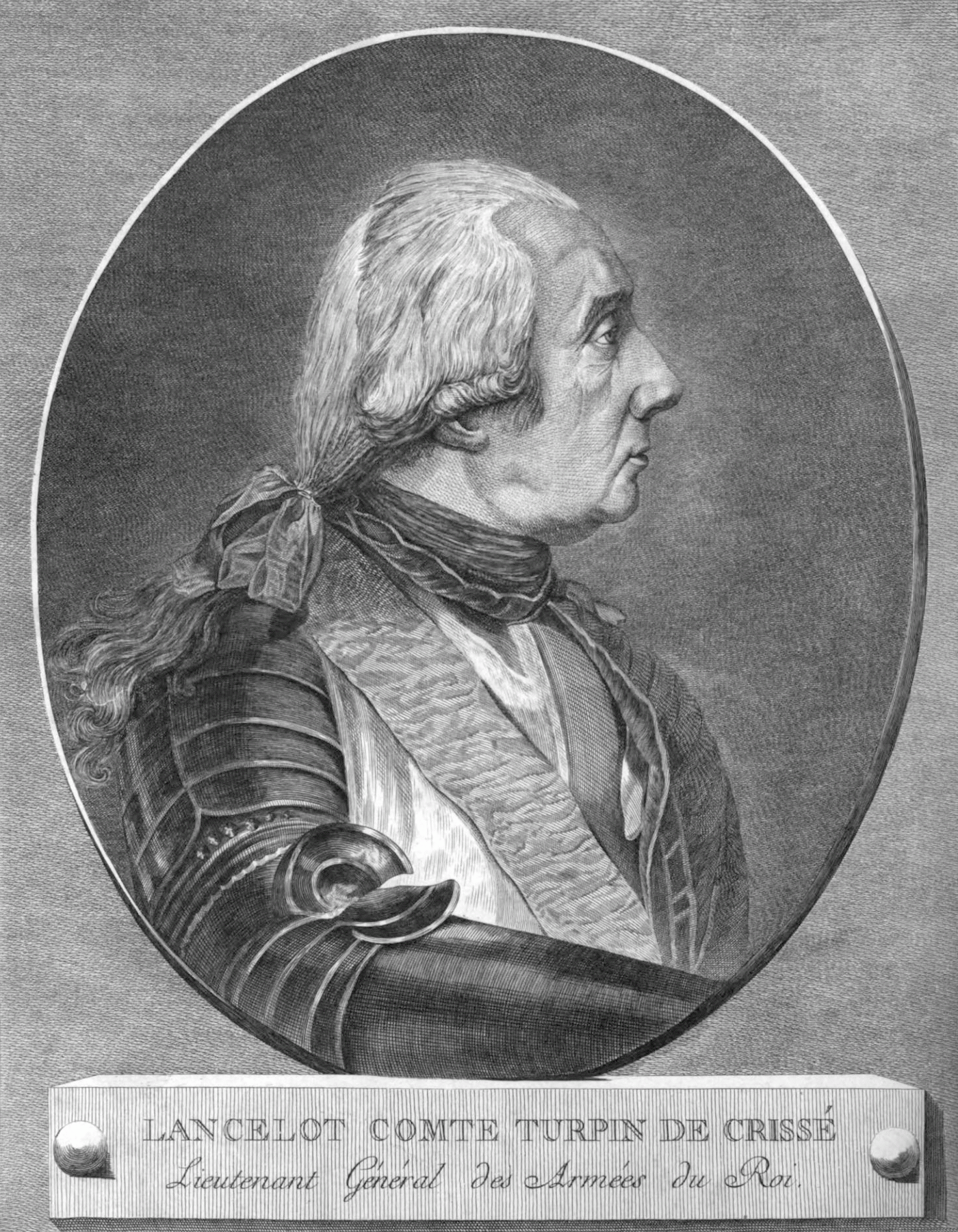
Lancelot, conde de Turpin de Crisse

Lancelot, conde de Turpin de Crisse (Heuroville en la Bauce, 1716-1795) fue un militar y escritor de Francia.

## Biografía
Lancelot, como militar,  fue teniente general de los ejércitos del rey de Francia, maestre de Campo de un regimiento de húsares, Comandante de la Orden Real y Militar de San Luis, inspector general de caballería y de dragones.
Lancelot, como civil, fue individuo de la Academia Real de Ciencias y Bellas Letras de Berlín y Nancy y asociado a la de Marsella y fue gobernador del  fuerte del río Scarpe en Donay y murió en la emigración a Alemania.
Como tratadista militar escribió un ensayo sobre estrategia militar y realizó comentarios de:
- Julio César, con notas históricas, críticas y militares
- Vegecio, a sus instituciones
- Raimondo Montecuccoli, a sus memorias

## Obras
- Essai sur l'art de la guerre, Paris: Prauit fils, 1754, 2 vols.
- Amusements philosophiques et litteraires de deux amis, París, 1756.
- Lettres sur l'education, París: Bauche, 2 vols.
- Commentaires sur lés memoires de Montecucculi, París: Lacombe, 1769, 3 vols.
- Commentaires sur les institutions militaires de Végèce, Montargis, 1779, 3 vols.
- Commentaires de César, avec de notes historiques, critiques et militaires, Montargis, C.L. Lecrerc, 1785, 3 vols.